# Velké Němčice
Velké Němčice település Csehországban, Břeclavi járásban. Velké Němčice Uherčice, Hustopeče, Křepice, Nosislav, Nikolčice és Starovice településekkel határos. Lakosainak száma 2249 fő (2024. január 1.).

## Népesség
A település lakosságának változását az alábbi diagram mutatja:
| Lakosok száma | 1557 | 1489 | 1509 | 1511 | 1555 | 1752 | 1768 | 1772 | 1748 | 2249 |
|               | 1869 | 1900 | 1921 | 1961 | 1980 | 2011 | 2016 | 2019 | 2021 | 2024 |